# Полтавка (Краматорський район)
Полта́вка — село Іллінівської сільської громади Краматорського району Донецької області, України.

## Загальні відомості
Відстань до центру громади становить близько 21 км і проходить автошляхами місцевого значення.
Відстань до залізничної станції Костянтинівка - 26 км.
Селом протікає річка Полтавка, притока Казенного Торця.

## Історія
На мапі 1888 року на місці сучасного села нанесено безіменний хутір, що вказує на те, що історія села починається задовго до радянського періоду.
На мапі 1928 року на місці сучасного села значаться хутори Миколаївська Полтавка №1 та №2.
З початком радянської окупації була утворена Русин-Ярська сільська рада, куди 1926 року увійшли: хутір Русин Яр, сільське господарство Артіль “Нацмен” (Чепчиковатий), хутір Видного, хутір Геєвська Полтавка, хутір Гродівська Полтавка, хутір Надія, хутір Миколаївська Полтавка №1, хутір Миколаївська Полтавка №2, хутір Попів Яр, хутір Розівська Полтавка.
Станом на 1926 рік у хуторах, що нині входять до території сучасного села - Миколаївська Полтавка №1 та Миколаївська Полтавка №2 проживало 116 та 102 мешканця відповідно. Всі значаться, як українці.
Першим очільником сільської ради, утвореної 1925 року, був Микола Семенович Кутельвас.
1930 року в рамках політики насильницької колективізації на теренах хуторів Русин-Ярської сільради був організований колгосп "ім. Терехова". Першим керівником був Грибов.
1934 року колгосп був розділений на 4 господарства. У Русин Ярі організували колгосп "ім. Комора", а 1936 року його перейменували на колгосп "ім. Чапаєва". 1951 року колгосп "ім. Чапаєва" був об’єднаний із колгоспом "ім. Дімітрова", центральна садиба якого знаходилася в селі Полтавка, за яким закріплено 5142 га сільськогосподарських угідь в тому числі й 3924 га орних земель. Господарство спеціалізувалося на виробництві м'яса.
1936 року до Русин-Ярської сільської ради входили: хутір Русин-Яр, хутір Видного, хутір Горний, хутір Гродівка, хутір Надія, хутір Полтавка №1, хутір Полтавка №2, хутір Попів-Яр, хутір Рогівка та хутір Чепчиковатний.
Поруч із північними околицями села на мапах 1938-1980 років було нанесено хутір Горний (Гірське).
2 червня 1945 року хутір Миколаївська Полтавка №1 перейменовують у хутір Полтава (без №), а хутір Миколаївська Полтавка №2 у хутір Пархоменко.
30 травня 1958 року Русин-Ярську сільську раду перейменовують у Полтавську сільську раду із центром в селі Полтавка.
В центрі села Полтавка знаходиться сучасна Миколай-Полтавська школа, біля якої 1969 року заклали парк. Школа була восьмирічною на 13 вчителів та 188 учнів. 
Відкриті:
- будинок культури на 300 місць;
- бібліотека з фондом 9 тисяч книг;
- амбулаторія на 15 медпрацівників, з яких два лікаря;
- також аптека, крамниця та поштове відділення.[7]

Від 1970 і до 1989 року Полтавську сільську раду очолювала Антоніна Миколаївна Климова. Директором школи був Анатолій Маркович Левченко, який 1975 року організував її реконструкцію та сучасну прибудову.
Полтавській сільській Раді були підпорядковані населені пункти: Борисівка, Гірське, Нова Полтавка, Попів Яр, Русин Яр, Стара Полтавка.

### Незалежна Україна
Від 1989 до 1993 року сільраду очолював Анатолій Миколайович Кошмак, а з 1993 до 1998 року – колишній директор Миколай-Полтавської школи Анатолій Васильович Передрій.
Від 2006 року сільським головою був Євген Васильович Маслов – колишній очільник колгоспу "ім. Дімітрова". За його керівництва у селі був побудований та відкритий спортивний стадіон «Колос».
За його участі були газифіковані села Полтавка та Попів Яр, збудований танцювальний майданчик, вулицями проведений водопровід, відбулася газифікація сіл. В селі було розчищено 1 км русла річки Полтавки, пробурена артезіанська свердловина.
21 жовтня 2016 року Маслову Є. В. було присвоєне звання «Почесний громадянин Костянтинівського району»
Полтавка – права притока Казенного Торця. Краєзнавці припускають, що таку назву вона отримала від першопоселенців на її берегах - вихідців з Полтавщини.
1977 року у віці 33 років Маслов Є. В. був обраний на посаду очільника колгоспу "ім. Дімітрова", за 20 років він очолив КСП «Союз», а 2000 року - СПК «Колос». Спортивний стадіон районного значення «Колос» займає площу 10 тисяч квадратних метрів з футбольним та міні-футбольними полями, із баскетбольним та волейбольним майданчиками, гімнастичним та легкоатлетичним комплексами.
До 2021 року був оновлений: провели повну реконструкцію трибун для команд та вболівальників, оновили сидіння та навіси, відновили флагшток, замінили ігрові сітки. Багатофункціональний стадіон «Колос», включає майданчик для баскетболу, волейболу, міні-футболу та великого футболу, легкоатлетичні доріжки та тренажерний майданчик. Щорічно тут проводяться спортивні змагання на честь Дня фізічної культури та спорту України.

## Економіка
Землі колишньої сільради активно використовуються великим сільськогосподарським підприємством СТОВ «Сади Донбасу», яке займається вирощуванням не тільки зернових культур, а й яблуневими, черешневими садами. Також:
- зернових культур, бобових культур і насіння олійних культур;
- винограду;
- зерняткових і кісточкових фруктів;
- ягід, горіхів, інших плодових дерев і чагарників.[10]

До повномасштабної війни на збір врожаю завжди залучалися на сезонні роботи 150—200 працівників з Торецька, Костянтинівки, Дружківки, Краматорська та Мирнограду.
Завжди була потреба в працівниках для збору черешні.
Біля села також розташовано Бирюцький кар'єр Дружківського ПРАТ «Веско», яке спеціалізується на видобуванні піску, гравію, глин та каоліну.
Також у селі зареєстроване ПАТ "Керампром", що спецалізується на видобуванні піску, гравію, глин і каоліну.

## Релігія
В селі розташовується Храм Різдва Іоана Предтечі, що діє від 1990 року у пристосованому приміщенні.

## Населення
За даними перепису 2001 року населення села становило 454 особи, із них 87,21 % зазначили рідною мову українську, 11,63 % — російську та 1,16 % — вірменську мову.

## Герб
"У зеленому щиті, всіяному золотими колосками, хвилеподібний срібний перев'яз зліва, на якому пливуть три червоних яблука з зеленими гілками і листям."

## Освіта
У селі працював Миколо-Полтавський навчально-виховний комплекс І-ІІ ступенів Костянтинівської районної ради Донецької області.
2017 року Миколо-Полтавський навчально-виховний комплекс був реорганізований у дитячий садок.

## Вулиці
- Сонячна
- Гірська;[19]
- Лугова;
- Садова;
- Степна;
- Шевченка;
- Шкільна;
- Ювілейна.[20]